# طولانی‌ترین سواری
«طولانی‌ترین سواری» (انگلیسی: The Longest Ride) یک کتاب از نیکلاس اسپارکس نویسنده آمریکایی است که در تاریخ ۱۷ سپتامبر ۲۰۱۳ منتشر گردید. از این اثر اسپارکس، اقتباسی سینمایی تحت عنوان طولانی‌ترین سواری نیز در سال ۲۰۱۵ تهیه شده‌است